# Benjamin Tucker
Benjamin Ricketson Tucker (n. 17 aprilie 1854, Dartmouth⁠(d), Massachusetts, SUA – d. 22 iunie 1939, Monaco) a fost un susținător principal al anarhismului individualist american în secolul al XIX-lea și editor și editor al periodicului anarhist individualist Liberty. În 1906 a deschis Tucker's Unique Book Shop în New York City. În 1908 cărțile au fost distruse de un incendiu. Tucker a închis magazinul. Tucker a murit la Monaco în 1939.